# Guerra Civil navarresa
La Guerra Civil navarresa fou un conflicte successori per al tron del Regne de Navarra, que enfrontà Carles de Viana i el seu pare Joan el Gran.
De la unió de Joan el Gran i la seva primera esposa, Blanca I de Navarra, havia nascut Carles de Viana, primer príncep de Viana, que segons les capitulacions matrimonials de 1419 havia d'heretar el regne de Navarra a la mort de la seva mare. Però el 1441, al morir Blanca de Navarra, el rei Joan el Sense Fe li va usurpar el tron navarrès i tan sols concedí al seu fill la lloctinència del regne.

## Agramontesos i beaumontesos
Des de mitjan segle xiv, el Regne de Navarra estava dividit en dues faccions que representaven, en certa manera, les diferents mentalitats de la gent de la muntanya i la gent de la plana. Les dues faccions eren senyorejades per les cases de llinatge reial dels Agramont i dels Beaumont, d'on deriva el nom d'agramontesos i beaumontesos amb què eren denominades. Amb la mort de la reina Blanca el 1441, la guerra civil navarresa va enfrontar els agramontesos de Pedro de Agramont, partidaris de Joan el Sense Fe, i els beaumontesos, partidaris de Carles.
Més tard, el 1512, els agramontesos ajudarien Ferran el Catòlic en la incorporació definitiva del regne de Navarra a la Corona d'Aragó i posteriorment al regne de Castella (1515).

## El desenllaç de la guerra
Joan el Sense Fe derrota definitivament Carles de Viana en la batalla d'Oibar el 1451, on Carles fou fet presoner i desheretat per l'exèrcit d'Alfons d'Aragó i d'Escobar.
Un cop Carles fou alliberat el 1452, la reina Joana Enríquez li va mostrar tota l'animadversió possible, i conspirà contra ell per tal que el fill que en aquells moments acabava de parir, l'infant Ferran fos l'hereu del regne. Carles llavors marxà cap a Nàpols per restar sota la protecció del seu oncle, Alfons el Magnànim.
Carles va intentar una aliança amb Lluís XI de França, i a la mort del príncep el 1461 en estranyes circumstàncies Blanca II de Navarra es va convertir en hereva del regne navarrès, però Joan d'Aragó firmà el 1462 amb la seva altra filla Elionor de Navarra un pacte pel qual aquesta esdevindria la seva successora, apartant Blanca del tron, a qui els beaumontesos van defensar els seus drets davant d'Elionor i Gastó IV de Foix. Blanca fou enviada a Bearne contra la seva voluntat per virtut del Tractat d'Olite, i s'alià amb Enric IV de Castella en 1462.

## La Guerra civil catalana
Les autoritats catalanes enfrontades amb Joan el Sense Fe van considerar que aconseguir l'ajuda militar de Enric IV de Castella no era suficient i van fer el pas d'oferir-li la corona com a cap de la branca principal dels Trastàmara que des del compromís de Casp també regnava a la Corona d'Aragó, qui a part dels seus drets al tron podia comptar amb l'ajuda dels beaumontesos navarresos enemics de Joan el Sense Fe i de Gastó IV de Foix, que donaven suport Blanca II de Navarra, germana de Carles de Viana i exdona d'Enric IV, pensant que així lligarien més fermament el rei castellà a la seva causa. L'1 de setembre va arribar a Barcelona la notícia de l'acceptació i l'endemà es va fer un solemne tedeum a la catedral. El dia 11 Enric IV va atorgar poders a Joan de Beaumont i Joan Ximénez de Arévalo perquè actuessin com els seus lloctinents a Catalunya.
Al gener de 1463 un exèrcit de Lluís XI de França va ocupar el comtat del Rosselló, i el rei francès va enviar Jean de Montauban com ambaixador a Castella. El 23 d'abril es va fer pública la Sentència arbitral de Baiona per la qual el castellà es comprometia a retornar les places fortes que havia pres als regnes de Navarra, Aragó i València i renunciar al Principat,
Joan de Beaumont es va anar distanciant progressivament de Pere de Portugal a causa de la detenció, i en certs casos tortura, d'alguns dirigents revolucionaris, entre els quals hi havia el abat de Montserrat Antoni Pere Ferrer, el seu nebot Joan Pere Ferrer, l'antic capità de la Bandera de Barcelona Joan Bernat de Marimon i el noble Francesc de Pinós acusats d'haver participat en una conspiració contra ell, i és possible que Joan de Beaumont temés per la seva pròpia seguretat, i el tractat de Pamplona del 9 de juny de 1464 entre Joan II i Enric IV de Castella que suposava la pacificació de Navarra i la retirada definitiva del suport del rei castellà als rebels catalans, així que canvià de bàndol i posà Vilafranca del Penedès en mans reialistes el 25 d'agost. La notícia va causar una enorme commoció al bàndol rebel per la significació del personatge, el cap del partit beaumontès que lluitava contra Joan el Sense Fe a la Guerra Civil navarresa i havia estat el lloctinent d'Enric IV de Castella quan aquest va assumir la sobirania del Principat de Catalunya, i per la posició estratègica de Vilafranca. Pere Portugal el va titllar de «traïdor, lladre i perjur», mentre que Joan es va reconciliar amb ell i va signar el tractat de Tarragona el 22 de novembre la pau amb els beaumontesos que va posar fi a la guerra civil de Navarra.
Blanca II morí el 2 de desembre de 1464, possiblement enverinada per ordres d'Elionor.